# 仁川聖パウロ聖堂
座標: 北緯37度27分47秒 東経126度42分15秒 / 北緯37.462966度 東経126.704168度
仁川聖パウロ聖堂（朝鮮語: 인천 성 바울로 성당、インチョンソンパウロソンダン）は、仁川広域市南洞区間石洞にある韓国正教会の聖堂。

## 概要
宣教の始まりは1981年2月。1983年9月には、敷地を購入して小聖堂を建設し、宣教が本格化した。
現在の聖堂は1994年8月21日、ニュージーランド府主教、ディオニシオスによって成聖された。1階は小聖堂兼信徒会館で2階の大聖堂の構造。聖堂建物左隣には1階に付属書店、2階に司祭事務所がある。
奉神礼は、土曜晩祷(大晩課)に午後3時から九時課と晩課、主日（日曜日）に朝9時から早課、同朝10時から聖体礼儀、平日は水曜日午後3時から九時課と晩課が行われている。

## 交通アクセス
- ●仁川都市鉄道1号線間石オゴリ駅または仁川市庁駅から徒歩15分。
- ●京仁線銅岩駅から徒歩20分。

幹線道路に面していないため、少し判りづらい位置にある。